# Paroeme annulipes
Paroeme annulipes är en skalbaggsart som först beskrevs av Louis Alexandre Auguste Chevrolat 1855.  Paroeme annulipes ingår i släktet Paroeme och familjen långhorningar.
Artens utbredningsområde är Nigeria. Inga underarter finns listade i Catalogue of Life.